# Arthur Vaag
Arthur Asser Vaag, f. Rasmussen, (24. juni 1896 i Skanderborg - 29. august 1988 i Edslev ved Hørning) var fra 1927 til 1934 kommunelæge i Vágur på Færøernes sydligste ø Suðuroy. I 1938 tog han navneforandring efter det danske navn på den færøske bygd Vágur.
Arthur Vaag var søn af arbejdsmand H.P. Rasmussen, (1865-1939) og Mette Marie Petrine Petersen (ca. 1865-1951). Vaag blev 27. juli 1924 gift i København med Helga Sigrid Petersen, født 2. marts 1900 i Augustenborg, død 11. juli 1974 i Ribe.

## Uddannelse
Efter sin realeksamen i Skanderborg blev han uddannet som telegrafist i Store Nordiske Telegrafselskab og blev i 1914 ansat i Newcastle, 1914-16 i Petrograd. I 1917 blev han student og fik lægevidenskabelig embedseksamen fra Københavns Universitet i 1924. Det følgende år var han læge i Ivittuut ved kryolitbruddet og efter at have praksis i Hoptrup, var han fra 1927 til 1934 kommunelæge i Vágur på Færøerne. Han nedsatte sig 1934 i Tranekær, 1937-61 var han praktiserende læge i Mesinge på Fyn, derefter tre år som kommunelæge på Sandoy, Færøerne og fra 1963 til 1983 læge på Mandø.

## Papegøjesygen
Som læge Fra 1930 til 1933 i Vágur observerede han 31 tilfælde af lungebetændelse og fandt at årsagen var en følge af smitte overført fra mallemukken. 
Han opdagede at mange der havde slagtet mallemukker fik infektionssygdommen Psittacosis, (populært kaldet papegøjesyge eller septembersyge) som forekommer hos mange fuglearter. Den er forårsaget af bakterien Chlamydophila psittaci. Infektionen varierer fra ubetydelig sygdom til svær pneumoni og sepsis. Men æren for opdagelsen tilfaldt efter Arthur Vaags opfattelse helt uretmæssigt en anden dansk læge på Færøerne, R. K. Rasmussen, som blev udnævnt til æresdoktor. Rasmussen havde ikke selv erkendt tilfælde af Psittacosis. Først i 1958 fik Vaag en delvis anerkendelse for sine forskningsresultater, idet lægeforeningen tildelte ham Danmarks Apotekerforenings jubilæumsgave for hans indsats. I 1983 flyttede Arthur Vaag til Edslev ved Hørning, hvor han døde 92 år gammel i 1988.
Hans beretning om  Færøerne, dens ætiologi og udbredelse samt en senere nedskrevet meget bitter redegørelse for tyveriet af hans opdagelse findes på Skanderborg Historiske Arkiv.